# Павло Ар'є
Павло́ Ар'є (нар. 16 жовтня 1977, Львів) — псевдонім українсько-німецького драматурга (справжнє ім'я — Алєксєєв Павло Валентинович). Прославився завдяки написанню п'єси «На початку і наприкінці часів» (2013) та появи низки успішних вистав на основі неї, які стали культовими серед українських глядачів. П'єси Ар'є перекладені зокрема словенською, чеською, німецькою, англійською, польською, французькою мовами.
Окрім драматургії Ар'є також займається малярством як художник-концептуаліст. Живе і працює у Львові, Києві та Кельні.

## Життєпис

### Ранні роки
Народився і виріс у Львові. 1998 року закінчив Українську академію друкарства у Львові. Згодом навчався в Київському університеті у 2000—2004 роках за спеціальністю «соціологія». Після в інтерв'ю згадував, що у минулому отримав диплом за спеціальністю «економіст», але згодом зрозумів що «з бізнес-людьми він працювати не хоче» та вирішив спробувати себе у драматургії.
2004 року переїхав жити та навчатися до Кельна, де закінчив університет.
Жити до Львова Ар'є повернувся у 2016 році та став художнім керівником Львівського драматичного театру ім. Лесі Українки. Посаду залишив у 2017 році.

### Кар'єра маляра
Зайнявся малярством як художник-концептуаліст. Виставки картин Ар'є-художника під назвою «Art Worlds in Sacred Spaces» проходили зокрема в німецькому місті Бонн.

### Кар'єра драматурга
Серед доробку Ар'є, окрім власних п'єс, є також і переклади на українську драматургічних праць іноземних драматургів. Зокрема Ар'є переклав українською п'єсу «Вибухнуті» (англ. «Blasted») Сари Кейн, та п'єсу «?» Дмитра Гавроша.
Під час навчання пробував себе у ролі актора, режисера та драматурга у виставах «Російського експериментального театру» Інституту славістики при Кельнському університеті. Також був актором у виставі Євген Шварца «Дракон» створену режисером Євгеном Лавренчуком у львівському театрі «Дебют».
Перші п'єси Ар'є були поставлені непрофесійними студентськими театрами. Так 29 жовтня 2008 року на Харківському театральному фестивалі «Курбалесія» Дніпровським театрально-художнім коледжем була представлена вистава «рЄвольція», за п'єсою автора «Революція, кохання, смерть і сновидіння» (акторько-режисерська самостійна робота студентів курсу Акторів драматичного театру Анастасії Жучкової-Іваненко та Олександра Іваненко, худ. кер. Г.Богомаз-Бабій). 24 і 25 березня 2011 року театральний колектив ЕКГ (Естетично-Культурна Громада — драмзбіговисько при Медичному коледжі Івано-Франківська) зіграв цю ж виставу, а потім показав її ще й у рамках конкурсу-огляду (Реж. Володимир Половський).
Професійний театр вперше поставив п'єсу Ар'є 24 січня 2009 року. Саме тоді на сцені Львівського муніципального театру відбулася прем'єра вистави за п'єсою Павла Ар'є «Кольори» (режисер Олексій Кравчук). П'єса «Кольори» була з успіхом представлена в травні 2009 року на міжнародному театральному фестивалі «Етно-Діа-Сфера» у місті Мукачево.
У 2016 році обійняв посаду художнього керівника Львівського Драматичного Театру ім. Лесі Українки. У театрі Лесі Українки Ар'є пропрацював рік, і звільнився у 2017 році.

## Особисте життя
Мати Павла — росіянка Алєксєєва Ярослава Володимирівна. Працювала лікарем; серед незвичних сторінок біографії: влітку 1986 року протягом двох тижнів працювала з бригадою пожежників поряд з ЧАЕС У одному зі своїх інтерв'ю Ар'є зізнавався, що з матір'ю він розмовляє російською.

## Творча біографія

### П'єси

#### Українською
- 2004 — «Десять засобів самогубства»
- 2005 — «Революція, кохання, смерть і сновидіння» (html)
- 2006 — «Ікона» (html)
- 2007 — «Експеримент» (html)
- 2008 — «Кольори» (html)
- 2010 — «Людина в підвішеному стані» (html)
- 2011 — «ТУ ТІ ТУ ТУ ТУ»
- 2012 — «Слава Героям»
- 2013 — «На початку і наприкінці часів»
- 2013 — «Вівця»
- 2013 — «Десь на місяці»
- 2019 — «Отелло/Україна/Facebook» (у співавторстві з Мариною Смілянець із використанням текстів Вільяма Шекспіра, Юрія Олеші, авторських історій акторів Київського академічного театру «Золоті ворота»)[18]
- 2019 — «Клас» (у співавторстві із Стасом Жирковим та акторів Київського академічного театру драми і комедії на лівому березі Дніпра)
- 2020 — «Поки що люди»

#### Німецькою
- 2006 — «Stolz» (укр. Пихатість)